# John Strange (1732-1799)
John Strange (1732 – 1799) è stato un diplomatico, archeologo e scienziato britannico.
Dopo gli studi presso il college di Clare Hall a Cambridge, dove si laureò Bachelor of Arts nel 1753 e Master of Arts nel 1755, viaggiò a lungo in Francia e Italia. Interessatosi di scienza e archeologia, nel 1766 fu ammesso alla Royal Society e poco dopo alla Society of Antiquaries of London. Nel 1771 fu nel nord Italia per compiere delle ricerche archeologiche, e a Padova conobbe Alberto Fortis, recentemente tornato da uno dei suoi viaggi in Dalmazia. Dal Fortis ottenne molte informazioni circa le iscrizioni romane in Dalmazia, che divulgò in varie comunicazioni alla Society of Antiquaries.
Dal 1773 al 1788 fu ambasciatore britannico a Venezia, ma i suoi incarichi ufficiali gli lasciarono comunque il tempo per perseguire i suoi studi.
Fu autore di molte pubblicazioni scientifiche, alcune delle quali tradotte in italiano, tra cui la Lettera sopra l'origine della carta naturale di Cortona (Pisa, 1764), e la Lettera del Signor Giovanni Strange, contenente la descrizione di alcune spugne (1792).
| Controllo di autorità | VIAF (EN) 10211770 · ISNI (EN) 0000 0000 6299 9009 · BAV 495/277599 · CERL cnp00954242 · ULAN (EN) 500326544 · LCCN (EN) nr93037573 · GND (DE) 101331169 · J9U (EN, HE) 987007334950505171 · CONOR.SI (SL) 255900515 |